# Litófita

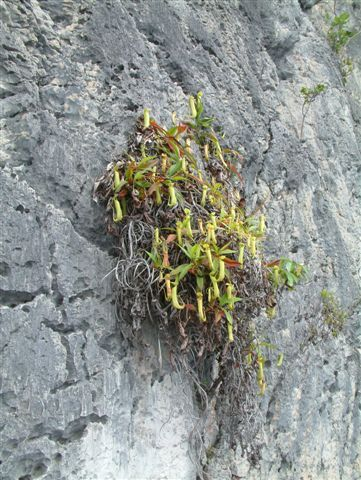
Nepenthes sp. creciendo como litófita en Raja Ampat, Nueva Guinea

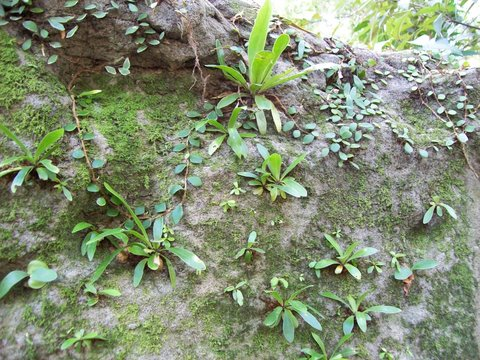
La orquídea Dockrillia linguiformis, los helechos, Platycerium bifurcatum, Asplenium australasicum y musgos creciendo en arenisca ("Hawkesbury Sandstone") en Chatswood West, Australia.

Las litófitas, epilíticas, saxícolas o rupícolas son las plantas que crecen en asociación con rocas. Sus tallos, rizomas o tubérculos crecen en depósitos de humus en los huecos o rajaduras de las salientes rocosas o en cavidades formadas por la erosión por ejemplo de la piedra caliza, o en montañas rocosas como las graníticas o de arenisca.
Como litófitas se encuentran diversas especies de la familia Orchidaceae así en los géneros Paphiopedilum y Dendrobium, Pholidota, algunas plantas carnívoras tales como Nepenthes campanulata, Pinguicula gypsicola o  Pinguicula longifolia y algunas especies del género Tillandsia de las Bromeliaceae. También el Baccharis aliena, algunas poáceas como la Cortaderia selloana y algunas fabaceas como la Vachellia caven.
Algunas aráceas litófitas son Colocasia gigantea, Typhonium albispathum en colinas de piedra caliza en Tailandia y la Península de Malasia, Amorphophallus ankarana, Colletogyne en cavidades de piedra caliza erosionadas de Madagascar, Anthurium erskinei en las montañas graníticas o de arenisca en el este de Brasil. Las piedras calizas, con sus cavidades erosionadas, son especialmente favorables para la colección de detritos vegetales y hojarasca, y es bastante común que las aráceas prefieran estos hábitats.